# Дисперсия волн
Диспе́рсия волн — в теории волн различие фазовых скоростей линейных волн в зависимости от их частоты. Дисперсия волн приводит к тому, что волновое возмущение произвольной негармонической формы претерпевает изменения (диспергирует) по мере его распространения.
Иногда под дисперсией волны понимают процесс разложения широкополосного сигнала в спектр, например, при помощи дифракционных решёток.

## История
Термин дисперсия (лат. dispergo «рассеивать, развеивать, разгонять») был впервые использован в физике Исааком Ньютоном в 1672 году по отношению к дисперсии света. Ньютон наблюдал эффект разложения белого света в спектр при его преломлении на границе двух сред. Развитая позднее волновая теория света объяснила этот эффект тем, что волны разной длины (частоты) имеют разные скорости в среде, а потому преломляются под разными углами. Впоследствии было показано, что тем же объясняется расплывание импульсов, различие фазовой и групповой скорости, неравномерное движение волновых фронтов и т. д.

## Математическое описание
Как известно, в общем случае любая волна может быть математически разложена в Фурье-спектр, то есть представлена в виде суммы гармонических (монохроматических) волн вида
{\displaystyle A\exp(i\omega t-i{\vec {k}}{\vec {r}})}
где {\displaystyle A} — комплексная амплитуда соответствующей гармоники, {\displaystyle \omega } — частота гармоники, {\displaystyle {\vec {k}}} — волновой вектор, {\displaystyle t} — время, {\displaystyle {\vec {r}}} — радиус-вектор данной точки.
Для описания дисперсии вводят так называемое дисперсионное уравнение, являющееся зависимостью частоты волны от её волнового вектора:
{\displaystyle \omega =\omega ({\vec {k}}).}
В изотропных средах модуль волнового вектора (называемый волновым числом {\displaystyle k=|{\vec {k}}|}) не зависит от направления распространения волны и дисперсионное уравнение выражает зависимость частоты от волнового числа {\displaystyle \omega =\omega (k).}
Зная дисперсионное уравнение, можно найти зависимость фазовой {\displaystyle v_{p}} и групповой {\displaystyle v_{g}} скоростей от частоты и длины волны. По определению:
{\displaystyle v_{p}={\frac {\omega }{k}},}
{\displaystyle v_{g}={\frac {d\omega }{dk}}.}
В классической оптике дисперсия называется нормальной, если фазовая скорость уменьшается с ростом частоты, и аномальной в обратном случае.

## Физика явления
Дисперсия волн обычно связана или с наличием временного запаздывания в реакции среды на волновое возмущение (временна́я дисперсия), или с влиянием на данную точку пространства соседних точек (пространственная дисперсия). В ряде случаев, однако, невозможно провести однозначное разделение на пространственную и временную дисперсии. Конкретный физический механизм, приводящий к появлению дисперсии, зависит от конкретной ситуации.

## Примеры
Примером диспергирующих волн могут служить волны на поверхности жидкости. Для достаточно длинных волн, называемых гравитационными, дисперсионное уравнение имеет вид {\displaystyle \omega ^{2}=gk}, где {\displaystyle g} — ускорение свободного падения. Для коротких волн, называемых капиллярными, дисперсионное соотношение имеет другой вид: {\displaystyle \omega ^{2}=k^{3}\sigma /\rho }, где {\displaystyle \sigma } — коэффициент поверхностного натяжения, {\displaystyle \rho } — плотность жидкости.

## Модели дисперсии
Модель Друде:
ε(ω)= εh+a1/(b1·ω2+i·c1·ω)+…+an/(bn·ω2+i·cn·ω);
Модель Дебая:
ε(ω)= εh+a1/(b1+i·c1·ω)+…+an/(bn+i·cn·ω);
Модель Лоренца:
ε(ω)= εh+a1/(b1+i·c1·ω+в1·ω2)+…+an/(bn+i·cn·ω+вn·ω2),
где ε(ω) — диэлектрическая проницаемость материала, Ф/м; εh — диэлектрическая проницаемость материала на высоких частотах; ai, bi, ci и di, i = 1,…,n — коэффициенты модели, зависящие от резонансных частот (длин волн) и величин резонанса.